# Kathryn Bernardo
Kathryn Bernardo, née le 26 mars 1996 à Cabanatuan, est une actrice, chanteuse et mannequin philippine. Jayson Bautista

## Biographie
Kathryn Bernardo est née le 26 mars 1996 à Cabanatuan aux Philippines. Ses parents sont Luzviminda et Teodore Bernardo et elle est la plus jeune d'une fratrie de quatre : elle a deux sœurs nommées Chrysler et Kaye et un frère nommé Kevin. 
Elle commence sa carrière d'actrice en 2003, apparaissant dans It Might Be You d'ABS-CBN, puis se fait connaître dans des séries télévisées pour adolescent sur le réseau ABS-CBN, dont Mara Clara et Growing Up. À partir de 2012, elle forme avec Daniel Padilla un duo d'acteurs qui rencontre le succès au cinéma, notamment avec des comédies romantiques très performantes au box-office comme Barcelona: A Love Untold et The Hows of Us. 
En 2014, elle se lance dans la musique en enregistrant diverses chansons originales et en sortant son premier album studio intitulé Kathryn et fait aussi du mannequinat.
L'année 2019 marque un tournant dans sa carrière d'actrice avec le film Hello, Love, Goodbye réalisé par Cathy Garcia-Molina, une comédie romantique mettant en scène deux travailleurs philippins à Hong-Kong (des Overseas Filipino Worker - OFW ) alors qui tentent de concilier leur carrière personnelle et leur amour. Sorti le 31 juillet 2019, il devient le film philippin le plus rentable de l'industrie cinématographique des Philippines rapportant 880 millions de PHP (environ 17,3 millions de $).

## Discographie

### Albums studio
- Kathryn (2014)

### Singles
- Mula Noon Hanggang Ngayon
- Pagdating ng Panahon
- Got to Believe in Magic (avec Daniel Padilla)
- PinaSmile (avec Daniel Padilla)
- Ikaw Na Nga Yata
- You Don't Know Me
- Mr. DJ

## Filmographie

### Télévision
| Année(s) | Titre                                       | Rôle                                                                           | Chaîne(s)   |
| -------- | ------------------------------------------- | ------------------------------------------------------------------------------ | ----------- |
| 2003     | It Might Be You                             | Cielo San Carlos (jeune)                                                       | ABS-CBN     |
| 2004     | Krystala                                    | Bulinggit                                                                      | ABS-CBN     |
| 2005     | Vietnam Rose                                | Carina Mojica dela Cerna (jeune)                                               | ABS-CBN     |
| 2005     | Goin' Bulilit                               | elle-même                                                                      | ABS-CBN     |
| 2006     | Gulong ng Palad                             | Mimi Sandoval                                                                  | ABS-CBN     |
| 2006     | Komiks Presents: Agua Bendita               | Agua Cristi / Bendita Cristi                                                   | ABS-CBN     |
| 2006     | Komiks Presents: Bandanang Itim             | Juliana                                                                        | ABS-CBN     |
| 2006     | Super Inggo                                 | Maya Guevarra                                                                  | ABS-CBN     |
| 2007     | Pangarap na Bituin                          | Chorva Ayala Gomez                                                             | ABS-CBN     |
| 2007     | Prinsesa ng Banyera                         | Mayumi Burgos                                                                  | ABS-CBN     |
| 2008     | Maalaala Mo Kaya: Bracelet                  | Zorayda                                                                        | ABS-CBN     |
| 2009     | Your Song Presents: You Know It's Christmas | Stephanie                                                                      | ABS-CBN     |
| 2009     | Maalaala Mo Kaya: Blusa                     | Nympha                                                                         | ABS-CBN     |
| 2009     | Super Inggo at ang Super Tropa              | Maya Guevarra                                                                  | ABS-CBN     |
| 2010     | Endless Love                                | Jenny Dizon / Jenny Cruz (jeune)                                               | GMA Network |
| 2010     | Magkaribal                                  | Victoria Valera / Anna Abella                                                  | ABS-CBN     |
| 2010     | Mara Clara                                  | Mara David / Mara del Valle                                                    | ABS-CBN     |
| 2011     | Wansapanataym: Apir Disapir                 | Jenny                                                                          | ABS-CBN     |
| 2011     | Growing Up                                  | Mikaella "Ella" Dimalanta / Cassandra                                          | ABS-CBN     |
| 2012     | Maalaala Mo Kaya: Ensaymada                 | Dang                                                                           | ABS-CBN     |
| 2012     | Princess and I                              | Maria Mikaela "Mikay" Maghirang-Dela Rosa / Princess Areeyah Wangchuk-Rinpoche | ABS-CBN     |
| 2013     | Got to Believe                              | Cristina Carlotta "Chichay" Tampipi                                            | ABS-CBN     |
| 2014     | Be Careful With My Heart                    | Felicidad Marcelo-Alejo (jeune)                                                | ABS-CBN     |
| 2014     | Wansapanataym: Puppy ko si Papi             | Iris                                                                           | ABS-CBN     |
| 2015     | Maalaala Mo Kaya: Parol                     | Daisy Ravelo                                                                   | ABS-CBN     |
| 2015     | Pangako Sa 'Yo                              | Ynamorata "Yna" Macaspac-Buenavista / Maria Amor de Jesus                      | ABS-CBN     |
| 2017     | La Luna Sangre                              | Malia O. Rodriguez / Emilio "Miyo" Alcantara/Toni                              | ABS-CBN     |

### Cinéma
| Année(s) | Titre                             | Rôle                                                |
| -------- | --------------------------------- | --------------------------------------------------- |
| 2004     | Gagamboy                          | Tsoknat                                             |
| 2005     | Nasaan Ka Man                     | Pilar                                               |
| 2006     | Tatlong Baraha                    | Inah Valiente                                       |
| 2008     | Supahpapalicious                  | invité spécial                                      |
| 2011     | Way Back Home                     | Joanna Santiago / Ana Bartolome                     |
| 2011     | Shake, Rattle & Roll 13           | Lucy                                                |
| 2012     | 24/7 in Love                      | Jane Dela Cuesta                                    |
| 2012     | Sisterakas                        | Katherine "Kathy" Maningas                          |
| 2013     | Must Be... Love                   | Patricia "Patchot" Espinosa                         |
| 2013     | Pagpag: Siyam na Buhay            | Leni dela Torre                                     |
| 2014     | She's Dating the Gangster         | Athena Dizon / Kelay Dizon                          |
| 2015     | Crazy Beautiful You               | Jacqueline "Jackie" Serrano                         |
| 2016     | Barcelona: A Love Untold          | Mia Angela "Mia" Dela Torre / Celine Antipala       |
| 2017     | Can't Help Falling in Love        | Gab Dela Cuesta                                     |
| 2017     | Gandarrapiddo: The Revenger Squad | Chino's love interest                               |
| 2018     | The Hows of Us                    | Georgina "George" Silva                             |
| 2018     | Three Words to Forever            | Tin Andrada                                         |
| 2019     | Hello, Love, Goodbye              | Joy Marie Fabregas                                  |
| 2023     | A Very Good Girl                  | Philomena "Philo" Angeles / Mercedes "Mercy" Novela |